# وارنا، ترنتینو
وارنا، ترنتینو (به ایتالیایی: Varena, Trentino) یک کومونه در ایتالیا است که در ترنتینو واقع شده‌است.

## خصوصیات
وارنا ۲۳٫۲ کیلومترمربع مساحت و ۸۲۴ نفر جمعیت دارد و ۱٬۱۷۵ متر بالاتر از سطح دریا واقع شده‌است.